# Europamästerskapet i fotboll för damer 2025
Europamästerskapet i fotboll för damer 2025, officiellt UEFA Women's Euro 2025, var det 14:e europamästerskapet för damer, och avgjordes i Schweiz 2–27 juli 2025.
Därmed stod Schweiz för första gången som värd för mästerskapet, vilket beslutades vid en omröstning av Uefas exekutiva kommitté den 4 april 2023. Övriga länder som hade visat intresse för att hålla turneringen var Frankrike och Polen samt de nordiska länderna Sverige, Norge, Danmark och Finland.

## Kvalspel
För första gången var EM-kvalet uppdelat i olika divisioner. Europas högst rankade landslag (baserat på resultaten i Nations League 2023/2024) deltog i den högsta divisionen där direktplatser till mästerskapet stod på spel. I resterande divisioner handlade det istället om att inta en tillräckligt bra placering för att avancera till EM-playoffen.
Kvalificerade nationer
- Belgien
- Danmark
- England
- Finland
- Frankrike
- Island
- Italien
- Nederländerna
- Norge
- Polen
- Portugal
- Schweiz (värdnation)
- Spanien
- Sverige
- Tyskland
- Wales

## Arenor
| Basel             | Bern                                                   | Genève                                                 | Zürich              |
| ----------------- | ------------------------------------------------------ | ------------------------------------------------------ | ------------------- |
| St. Jakob-Park    | Stade de Suisse                                        | Stade de Genève                                        | Letzigrundstadion   |
| Kapacitet: 38 512 | Kapacitet: 31 783                                      | Kapacitet: 30 084                                      | Kapacitet: 26 104   |
|                   |                                                        |                                                        |                     |
| St. Gallen        | · Basel Bern Genève Zürich St. Gallen Luzern Sion Thun | · Basel Bern Genève Zürich St. Gallen Luzern Sion Thun | Luzern              |
| Kybunpark(de)     | · Basel Bern Genève Zürich St. Gallen Luzern Sion Thun | · Basel Bern Genève Zürich St. Gallen Luzern Sion Thun | Swissporarena(de)   |
| Kapacitet: 19 694 | · Basel Bern Genève Zürich St. Gallen Luzern Sion Thun | · Basel Bern Genève Zürich St. Gallen Luzern Sion Thun | Kapacitet: 16 800   |
|                   | · Basel Bern Genève Zürich St. Gallen Luzern Sion Thun | · Basel Bern Genève Zürich St. Gallen Luzern Sion Thun |                     |
| Sion              | · Basel Bern Genève Zürich St. Gallen Luzern Sion Thun | · Basel Bern Genève Zürich St. Gallen Luzern Sion Thun | Thun                |
| Stade Tourbillon  | · Basel Bern Genève Zürich St. Gallen Luzern Sion Thun | · Basel Bern Genève Zürich St. Gallen Luzern Sion Thun | Stockhorn Arena(de) |
| Kapacitet: 16 263 | · Basel Bern Genève Zürich St. Gallen Luzern Sion Thun | · Basel Bern Genève Zürich St. Gallen Luzern Sion Thun | Kapacitet: 10 398   |
|                   | · Basel Bern Genève Zürich St. Gallen Luzern Sion Thun | · Basel Bern Genève Zürich St. Gallen Luzern Sion Thun |                     |

## Lottningen
EM-grupperna lottades fram den 16 december, då de sexton lagen inledningsvis placerades i fyra seedningspottar utifrån deras insatser i EM-kvalet:
- Pott 1: Schweiz, Spanien, Tyskland och Frankrike
- Pott 2: Italien, Island, Danmark och England
- Pott 3: Nederländerna, Sverige, Norge och Belgien
- Pott 4: Finland, Polen, Portugal och Wales

Här möter alla lag varandra inom sina grupper under tre matchdagar, varifrån de två lagen med flest poäng inom varje grupp avancerar till slutspelet.

## Gruppspel

### Grupp A
| Nr | Lag     | S | V | O | F | GM | IM | MS | P |
| -- | ------- | - | - | - | - | -- | -- | -- | - |
| 1  | Norge   | 3 | 3 | 0 | 0 | 8  | 5  | +3 | 9 |
| 2  | Schweiz | 3 | 1 | 1 | 1 | 4  | 3  | +1 | 4 |
| 3  | Finland | 3 | 1 | 1 | 1 | 3  | 3  | 0  | 4 |
| 4  | Island  | 3 | 0 | 0 | 3 | 3  | 7  | −4 | 0 |

| 2           | 2 juli 2025 | Island | 0 – 1           | Finland              | Stockhorn Arena                                     |                                                     |
| 18:00 UTC+2 | 18:00 UTC+2 |        | (0 – 0) Rapport | 70′ Katariina Kosola | Thun Publik: 7 683 Domare: Katalin Kulcsár (Ungern) | Thun Publik: 7 683 Domare: Katalin Kulcsár (Ungern) |
| 18:00 UTC+2 | 18:00 UTC+2 |        |                 |                      | Thun Publik: 7 683 Domare: Katalin Kulcsár (Ungern) | Thun Publik: 7 683 Domare: Katalin Kulcsár (Ungern) |
| 18:00 UTC+2 | 18:00 UTC+2 |        |                 |                      | Thun Publik: 7 683 Domare: Katalin Kulcsár (Ungern) | Thun Publik: 7 683 Domare: Katalin Kulcsár (Ungern) |

| 1           | 2 juli 2025 | Schweiz           | 1 – 2           | Norge                                      | St. Jakob-Park                                     |                                                    |
| 21:00 UTC+2 | 21:00 UTC+2 | Nadine Riesen 28′ | (1 – 0) Rapport | 54′ Ada Hegerberg 58′ (sjm.) Julia Stierli | Basel Publik: 34 063 Domare: Alina Peşu (Rumänien) | Basel Publik: 34 063 Domare: Alina Peşu (Rumänien) |
| 21:00 UTC+2 | 21:00 UTC+2 |                   |                 |                                            | Basel Publik: 34 063 Domare: Alina Peşu (Rumänien) | Basel Publik: 34 063 Domare: Alina Peşu (Rumänien) |
| 21:00 UTC+2 | 21:00 UTC+2 |                   |                 |                                            | Basel Publik: 34 063 Domare: Alina Peşu (Rumänien) | Basel Publik: 34 063 Domare: Alina Peşu (Rumänien) |

| 10          | 6 juli 2025 | Norge                                            | 2 – 1           | Finland           | Stade de Tourbillon                                    |                                                        |
| 18:00 UTC+2 | 18:00 UTC+2 | Eva Nyström 3′ (sjm.) Caroline Graham Hansen 84′ | (1 – 1) Rapport | 32′ Oona Sevenius | Sion Publik: 7 376 Domare: Silvia Gasperotti (Italien) | Sion Publik: 7 376 Domare: Silvia Gasperotti (Italien) |
| 18:00 UTC+2 | 18:00 UTC+2 |                                                  |                 |                   | Sion Publik: 7 376 Domare: Silvia Gasperotti (Italien) | Sion Publik: 7 376 Domare: Silvia Gasperotti (Italien) |
| 18:00 UTC+2 | 18:00 UTC+2 |                                                  |                 |                   | Sion Publik: 7 376 Domare: Silvia Gasperotti (Italien) | Sion Publik: 7 376 Domare: Silvia Gasperotti (Italien) |

| 9           | 6 juli 2025 | Schweiz                                   | 2 – 0           | Island | Wankdorfstadion                                           |                                                           |
| 21:00 UTC+2 | 21:00 UTC+2 | Géraldine Reuteler 76′ Alayah Pilgrim 90′ | (0 – 0) Rapport |        | Bern Publik: 29 658 Domare: Marta Huerta de Aza (Spanien) | Bern Publik: 29 658 Domare: Marta Huerta de Aza (Spanien) |
| 21:00 UTC+2 | 21:00 UTC+2 |                                           |                 |        | Bern Publik: 29 658 Domare: Marta Huerta de Aza (Spanien) | Bern Publik: 29 658 Domare: Marta Huerta de Aza (Spanien) |
| 21:00 UTC+2 | 21:00 UTC+2 |                                           |                 |        | Bern Publik: 29 658 Domare: Marta Huerta de Aza (Spanien) | Bern Publik: 29 658 Domare: Marta Huerta de Aza (Spanien) |

| 17          | 10 juli 2025 | Finland                   | 1 – 1           | Schweiz              | Stade de Genève                                              |                                                              |
| 21:00 UTC+2 | 21:00 UTC+2  | Natalia Kuikka 79′ (str.) | (0 – 0) Rapport | 90+2′ Riola Xhemaili | Genève Publik: 26 388 Domare: Stéphanie Frappart (Frankrike) | Genève Publik: 26 388 Domare: Stéphanie Frappart (Frankrike) |
| 21:00 UTC+2 | 21:00 UTC+2  |                           |                 |                      | Genève Publik: 26 388 Domare: Stéphanie Frappart (Frankrike) | Genève Publik: 26 388 Domare: Stéphanie Frappart (Frankrike) |
| 21:00 UTC+2 | 21:00 UTC+2  |                           |                 |                      | Genève Publik: 26 388 Domare: Stéphanie Frappart (Frankrike) | Genève Publik: 26 388 Domare: Stéphanie Frappart (Frankrike) |

| 18          | 10 juli 2025 | Norge                                        | 4 – 3           | Island                                                                                   | Stockhorn Arena                                  |                                                  |
| 21:00 UTC+2 | 21:00 UTC+2  | Signe Gaupset 15′, 26′ Frida Maanum 49′, 76′ | (2 – 1) Rapport | 6′ Sveindís Jane Jónsdóttir 84′ Hlín Eiríksdóttir 90+5′ (str.) Glódís Perla Viggósdóttir | Thun Publik: 7 859 Domare: Alina Peșu (Rumänien) | Thun Publik: 7 859 Domare: Alina Peșu (Rumänien) |
| 21:00 UTC+2 | 21:00 UTC+2  |                                              |                 |                                                                                          | Thun Publik: 7 859 Domare: Alina Peșu (Rumänien) | Thun Publik: 7 859 Domare: Alina Peșu (Rumänien) |
| 21:00 UTC+2 | 21:00 UTC+2  |                                              |                 |                                                                                          | Thun Publik: 7 859 Domare: Alina Peșu (Rumänien) | Thun Publik: 7 859 Domare: Alina Peșu (Rumänien) |

### Grupp B
| Nr | Lag      | S | V | O | F | GM | IM | MS  | P |
| -- | -------- | - | - | - | - | -- | -- | --- | - |
| 1  | Spanien  | 3 | 3 | 0 | 0 | 14 | 3  | +11 | 9 |
| 2  | Italien  | 3 | 1 | 1 | 1 | 3  | 4  | −1  | 4 |
| 3  | Belgien  | 3 | 1 | 0 | 2 | 4  | 8  | −4  | 3 |
| 4  | Portugal | 3 | 0 | 1 | 2 | 2  | 8  | −6  | 1 |

| 4           | 3 juli 2025 | Belgien | 0 – 1           | Italien            | Stade de Tourbillon                                      |                                                          |
| 18:00 UTC+2 | 18:00 UTC+2 |         | (0 – 1) Rapport | 44′ Arianna Caruso | Sion Publik: 7 544 Domare: Désirée Grundbacher (Schweiz) | Sion Publik: 7 544 Domare: Désirée Grundbacher (Schweiz) |
| 18:00 UTC+2 | 18:00 UTC+2 |         |                 |                    | Sion Publik: 7 544 Domare: Désirée Grundbacher (Schweiz) | Sion Publik: 7 544 Domare: Désirée Grundbacher (Schweiz) |
| 18:00 UTC+2 | 18:00 UTC+2 |         |                 |                    | Sion Publik: 7 544 Domare: Désirée Grundbacher (Schweiz) | Sion Publik: 7 544 Domare: Désirée Grundbacher (Schweiz) |

| 3           | 3 juli 2025 | Spanien                                                                                 | 5 – 0           | Portugal | Wankdorfstadion                                           |                                                           |
| 21:00 UTC+2 | 21:00 UTC+2 | Esther González 2′, 43′ Vicky López 7′ Alexia Putellas 41′ Cristina Martín-Prieto 90+3′ | (4 – 0) Rapport |          | Bern Publik: 29 520 Domare: Iuliana Demetrescu (Rumänien) | Bern Publik: 29 520 Domare: Iuliana Demetrescu (Rumänien) |
| 21:00 UTC+2 | 21:00 UTC+2 |                                                                                         |                 |          | Bern Publik: 29 520 Domare: Iuliana Demetrescu (Rumänien) | Bern Publik: 29 520 Domare: Iuliana Demetrescu (Rumänien) |
| 21:00 UTC+2 | 21:00 UTC+2 |                                                                                         |                 |          | Bern Publik: 29 520 Domare: Iuliana Demetrescu (Rumänien) | Bern Publik: 29 520 Domare: Iuliana Demetrescu (Rumänien) |

| 12          | 7 juli 2025 | Spanien                                                                                               | 6 – 2           | Belgien                                       | Stockhorn Arena                                     |                                                     |
| 18:00 UTC+2 | 18:00 UTC+2 | Alexia Putellas 22′, 86′ Irene Paredes 39′ Esther González 52′ Mariona Caldentey 61′ Clàudia Pina 81′ | (2 – 1) Rapport | 24′ Justine Vanhaevermaet 51′ Hannah Eurlings | Thun Publik: 7 961 Domare: Katalin Kulcsár (Ungern) | Thun Publik: 7 961 Domare: Katalin Kulcsár (Ungern) |
| 18:00 UTC+2 | 18:00 UTC+2 | |                 |                                               | Thun Publik: 7 961 Domare: Katalin Kulcsár (Ungern) | Thun Publik: 7 961 Domare: Katalin Kulcsár (Ungern) |
| 18:00 UTC+2 | 18:00 UTC+2 | |                 |                                               | Thun Publik: 7 961 Domare: Katalin Kulcsár (Ungern) | Thun Publik: 7 961 Domare: Katalin Kulcsár (Ungern) |

| 11          | 7 juli 2025 | Portugal        | 1 – 1           | Italien               | Stade de Genève                                          |                                                          |
| 21:00 UTC+2 | 21:00 UTC+2 | Diana Gomes 89′ | (0 – 0) Rapport | 70′ Cristiana Girelli | Genève Publik: 22 713 Domare: Ivana Martinčić (Kroatien) | Genève Publik: 22 713 Domare: Ivana Martinčić (Kroatien) |
| 21:00 UTC+2 | 21:00 UTC+2 |                 |                 |                       | Genève Publik: 22 713 Domare: Ivana Martinčić (Kroatien) | Genève Publik: 22 713 Domare: Ivana Martinčić (Kroatien) |
| 21:00 UTC+2 | 21:00 UTC+2 |                 |                 |                       | Genève Publik: 22 713 Domare: Ivana Martinčić (Kroatien) | Genève Publik: 22 713 Domare: Ivana Martinčić (Kroatien) |

| 19          | 11 juli 2025 | Italien                 | 1 – 3           | Spanien                                                              | Wankdorfstadion                                           |                                                           |
| 21:00 UTC+2 | 21:00 UTC+2  | Elisabetta Oliviero 10′ | (1 – 1) Rapport | 14′ Athenea del Castillo 49′ Patricia Guijarro 90+1′ Esther González | Bern Publik: 29 644 Domare: Iuliana Demetrescu (Rumänien) | Bern Publik: 29 644 Domare: Iuliana Demetrescu (Rumänien) |
| 21:00 UTC+2 | 21:00 UTC+2  |                         |                 |                                                                      | Bern Publik: 29 644 Domare: Iuliana Demetrescu (Rumänien) | Bern Publik: 29 644 Domare: Iuliana Demetrescu (Rumänien) |
| 21:00 UTC+2 | 21:00 UTC+2  |                         |                 |                                                                      | Bern Publik: 29 644 Domare: Iuliana Demetrescu (Rumänien) | Bern Publik: 29 644 Domare: Iuliana Demetrescu (Rumänien) |

| 20          | 11 juli 2025 | Portugal             | 1 – 2           | Belgien                               | Stade de Tourbillon                                |                                                    |
| 21:00 UTC+2 | 21:00 UTC+2  | Telma Encarnação 87′ | (0 – 1) Rapport | 3′ Tessa Wullaert 90+6′ Janice Cayman | Sion Publik: 7 515 Domare: Tess Olofsson (Sverige) | Sion Publik: 7 515 Domare: Tess Olofsson (Sverige) |
| 21:00 UTC+2 | 21:00 UTC+2  |                      |                 |                                       | Sion Publik: 7 515 Domare: Tess Olofsson (Sverige) | Sion Publik: 7 515 Domare: Tess Olofsson (Sverige) |
| 21:00 UTC+2 | 21:00 UTC+2  |                      |                 |                                       | Sion Publik: 7 515 Domare: Tess Olofsson (Sverige) | Sion Publik: 7 515 Domare: Tess Olofsson (Sverige) |

### Grupp C
| Nr | Lag      | S | V | O | F | GM | IM | MS | P |
| -- | -------- | - | - | - | - | -- | -- | -- | - |
| 1  | Sverige  | 3 | 3 | 0 | 0 | 8  | 1  | +7 | 9 |
| 2  | Tyskland | 3 | 2 | 0 | 1 | 5  | 5  | 0  | 6 |
| 3  | Polen    | 3 | 1 | 0 | 2 | 3  | 7  | −4 | 3 |
| 4  | Danmark  | 3 | 0 | 0 | 3 | 3  | 6  | −3 | 0 |

| 6           | 4 juli 2024 | Danmark | 0 – 1           | Sverige               | Stade de Genève                                               |                                                               |
| 18:00 UTC+2 | 18:00 UTC+2 |         | (0 – 0) Rapport | 55′ Filippa Angeldahl | Genève Publik: 17 319 Domare: Edina Alves Batista (Brasilien) | Genève Publik: 17 319 Domare: Edina Alves Batista (Brasilien) |
| 18:00 UTC+2 | 18:00 UTC+2 |         |                 |                       | Genève Publik: 17 319 Domare: Edina Alves Batista (Brasilien) | Genève Publik: 17 319 Domare: Edina Alves Batista (Brasilien) |
| 18:00 UTC+2 | 18:00 UTC+2 |         |                 |                       | Genève Publik: 17 319 Domare: Edina Alves Batista (Brasilien) | Genève Publik: 17 319 Domare: Edina Alves Batista (Brasilien) |

| 5           | 4 juli 2025 | Tyskland                        | 2 – 0           | Polen | Kybunpark                                                        |                                                                  |
| 21:00 UTC+2 | 21:00 UTC+2 | Jule Brand 52′ Lea Schüller 66′ | (0 – 0) Rapport |       | St. Gallen Publik: 15 972 Domare: Stéphanie Frappart (Frankrike) | St. Gallen Publik: 15 972 Domare: Stéphanie Frappart (Frankrike) |
| 21:00 UTC+2 | 21:00 UTC+2 |                                 |                 |       | St. Gallen Publik: 15 972 Domare: Stéphanie Frappart (Frankrike) | St. Gallen Publik: 15 972 Domare: Stéphanie Frappart (Frankrike) |
| 21:00 UTC+2 | 21:00 UTC+2 |                                 |                 |       | St. Gallen Publik: 15 972 Domare: Stéphanie Frappart (Frankrike) | St. Gallen Publik: 15 972 Domare: Stéphanie Frappart (Frankrike) |

| 13          | 8 juli 2025 | Tyskland                                  | 2 – 1           | Danmark               | St. Jakob-Park                                          |                                                         |
| 18:00 UTC+2 | 18:00 UTC+2 | Sjoeke Nüsken 56′ (str.) Lea Schüller 66′ | (0 – 1) Rapport | 26′ Amalie Vangsgaard | Basel Publik: 34 165 Domare: Catarina Campos (Portugal) | Basel Publik: 34 165 Domare: Catarina Campos (Portugal) |
| 18:00 UTC+2 | 18:00 UTC+2 |                                           |                 |                       | Basel Publik: 34 165 Domare: Catarina Campos (Portugal) | Basel Publik: 34 165 Domare: Catarina Campos (Portugal) |
| 18:00 UTC+2 | 18:00 UTC+2 |                                           |                 |                       | Basel Publik: 34 165 Domare: Catarina Campos (Portugal) | Basel Publik: 34 165 Domare: Catarina Campos (Portugal) |

| 14          | 8 juli 2025 | Polen | 0 – 3           | Sverige                                                     | Swissporarena                                                      |                                                                    |
| 21:00 UTC+2 | 21:00 UTC+2 |       | (0 – 1) Rapport | 28′ Stina Blackstenius 52′ Kosovare Asllani 77′ Lina Hurtig | Luzern Publik: 14 176 Domare: Maria Sole Ferrieri Caputi (Italien) | Luzern Publik: 14 176 Domare: Maria Sole Ferrieri Caputi (Italien) |
| 21:00 UTC+2 | 21:00 UTC+2 |       |                 |                                                             | Luzern Publik: 14 176 Domare: Maria Sole Ferrieri Caputi (Italien) | Luzern Publik: 14 176 Domare: Maria Sole Ferrieri Caputi (Italien) |
| 21:00 UTC+2 | 21:00 UTC+2 |       |                 |                                                             | Luzern Publik: 14 176 Domare: Maria Sole Ferrieri Caputi (Italien) | Luzern Publik: 14 176 Domare: Maria Sole Ferrieri Caputi (Italien) |

| 21          | 12 juli 2025 | Sverige                                                                               | 4 – 1           | Tyskland      | Letzigrundstadion                                         |                                                           |
| 21:00 UTC+2 | 21:00 UTC+2  | Stina Blackstenius 12′ Smilla Holmberg 25′ Fridolina Rolfö 34′ (str.) Lina Hurtig 80′ | (3 – 1) Rapport | 7′ Jule Brand | Zürich Publik: 22 552 Domare: Silvia Gasperotti (Italien) | Zürich Publik: 22 552 Domare: Silvia Gasperotti (Italien) |
| 21:00 UTC+2 | 21:00 UTC+2  |                                                                                       |                 |               | Zürich Publik: 22 552 Domare: Silvia Gasperotti (Italien) | Zürich Publik: 22 552 Domare: Silvia Gasperotti (Italien) |
| 21:00 UTC+2 | 21:00 UTC+2  |                                                                                       |                 |               | Zürich Publik: 22 552 Domare: Silvia Gasperotti (Italien) | Zürich Publik: 22 552 Domare: Silvia Gasperotti (Italien) |

| 22          | 12 juli 2025 | Polen                                                    | 3 – 2           | Danmark                           | Swissporarena                                               |                                                             |
| 21:00 UTC+2 | 21:00 UTC+2  | Natalia Padilla 13′ Ewa Pajor 20′ Martyna Wiankowska 76′ | (2 – 0) Rapport | 59′ Janni Thomsen 83′ Signe Bruun | Luzern Publik: 14 213 Domare: Olatz Rivera Olmedo (Spanien) | Luzern Publik: 14 213 Domare: Olatz Rivera Olmedo (Spanien) |
| 21:00 UTC+2 | 21:00 UTC+2  |                                                          |                 |                                   | Luzern Publik: 14 213 Domare: Olatz Rivera Olmedo (Spanien) | Luzern Publik: 14 213 Domare: Olatz Rivera Olmedo (Spanien) |
| 21:00 UTC+2 | 21:00 UTC+2  |                                                          |                 |                                   | Luzern Publik: 14 213 Domare: Olatz Rivera Olmedo (Spanien) | Luzern Publik: 14 213 Domare: Olatz Rivera Olmedo (Spanien) |

### Grupp D
| Nr | Lag           | S | V | O | F | GM | IM | MS  | P |
| -- | ------------- | - | - | - | - | -- | -- | --- | - |
| 1  | Frankrike     | 3 | 3 | 0 | 0 | 11 | 4  | +7  | 9 |
| 2  | England       | 3 | 2 | 0 | 1 | 11 | 3  | +8  | 6 |
| 3  | Nederländerna | 3 | 1 | 0 | 2 | 5  | 9  | −4  | 3 |
| 4  | Wales         | 3 | 0 | 0 | 3 | 2  | 13 | −11 | 0 |

| 8           | 5 juli 2025 | Wales | 0 – 3           | Nederländerna                                               | Swissporarena                                          |                                                        |
| 18:00 UTC+2 | 18:00 UTC+2 |       | (0 – 1) Rapport | 45+3′ Vivianne Miedema 48′ Victoria Pelova 57′ Esmee Brugts | Luzern Publik: 14 147 Domare: Frida Klarlund (Danmark) | Luzern Publik: 14 147 Domare: Frida Klarlund (Danmark) |
| 18:00 UTC+2 | 18:00 UTC+2 |       |                 |                                                             | Luzern Publik: 14 147 Domare: Frida Klarlund (Danmark) | Luzern Publik: 14 147 Domare: Frida Klarlund (Danmark) |
| 18:00 UTC+2 | 18:00 UTC+2 |       |                 |                                                             | Luzern Publik: 14 147 Domare: Frida Klarlund (Danmark) | Luzern Publik: 14 147 Domare: Frida Klarlund (Danmark) |

| 7           | 5 juli 2025 | Frankrike                                       | 2 – 1           | England         | Letzigrundstadion                                     |                                                       |
| 21:00 UTC+2 | 21:00 UTC+2 | Marie-Antoinette Katoto 36′ Sandy Baltimore 39′ | (2 – 0) Rapport | 87′ Keira Walsh | Zürich Publik: 22 542 Domare: Tess Olofsson (Sverige) | Zürich Publik: 22 542 Domare: Tess Olofsson (Sverige) |
| 21:00 UTC+2 | 21:00 UTC+2 |                                                 |                 |                 | Zürich Publik: 22 542 Domare: Tess Olofsson (Sverige) | Zürich Publik: 22 542 Domare: Tess Olofsson (Sverige) |
| 21:00 UTC+2 | 21:00 UTC+2 |                                                 |                 |                 | Zürich Publik: 22 542 Domare: Tess Olofsson (Sverige) | Zürich Publik: 22 542 Domare: Tess Olofsson (Sverige) |

| 15          | 9 juli 2025 | England                                                    | 4 – 0           | Nederländerna | Letzigrundstadion                                             |                                                               |
| 18:00 UTC+2 | 18:00 UTC+2 | Lauren James 22′, 60′ Georgia Stanway 45+2′ Ella Toone 67′ | (2 – 0) Rapport |               | Zürich Publik: 22 600 Domare: Edina Alves Batista (Brasilien) | Zürich Publik: 22 600 Domare: Edina Alves Batista (Brasilien) |
| 18:00 UTC+2 | 18:00 UTC+2 |                                                            |                 |               | Zürich Publik: 22 600 Domare: Edina Alves Batista (Brasilien) | Zürich Publik: 22 600 Domare: Edina Alves Batista (Brasilien) |
| 18:00 UTC+2 | 18:00 UTC+2 |                                                            |                 |               | Zürich Publik: 22 600 Domare: Edina Alves Batista (Brasilien) | Zürich Publik: 22 600 Domare: Edina Alves Batista (Brasilien) |

| 16          | 9 juli 2025 | Frankrike                                                                    | 4 – 1           | Wales             | Kybunpark                                                       |                                                                 |
| 21:00 UTC+2 | 21:00 UTC+2 | Clara Mateo 8′ Kadidiatou Diani 45+1′ (str.) Amel Majri 53′ Grace Geyoro 63′ | (2 – 1) Rapport | 13′ Jess Fishlock | St. Gallen Publik: 15 886 Domare: Désirée Grundbacher (Schweiz) | St. Gallen Publik: 15 886 Domare: Désirée Grundbacher (Schweiz) |
| 21:00 UTC+2 | 21:00 UTC+2 |                                                                              |                 |                   | St. Gallen Publik: 15 886 Domare: Désirée Grundbacher (Schweiz) | St. Gallen Publik: 15 886 Domare: Désirée Grundbacher (Schweiz) |
| 21:00 UTC+2 | 21:00 UTC+2 |                                                                              |                 |                   | St. Gallen Publik: 15 886 Domare: Désirée Grundbacher (Schweiz) | St. Gallen Publik: 15 886 Domare: Désirée Grundbacher (Schweiz) |

| 23          | 13 juli 2025 | Nederländerna                              | 2 – 5           | Frankrike                                                                                                | St. Jakob-Park                                          |                                                         |
| 21:00 UTC+2 | 21:00 UTC+2  | Victoria Pelova 26′ Selma Bacha 41′ (sjm.) | (2 – 1) Rapport | 22′ Sandie Toletti 61′ Marie-Antoinette Katoto 64′, 67′ Delphine Cascarino 90+2′ (str.) Sakina Karchaoui | Basel Publik: 34 133 Domare: Ivana Martinčić (Kroatien) | Basel Publik: 34 133 Domare: Ivana Martinčić (Kroatien) |
| 21:00 UTC+2 | 21:00 UTC+2  |                                            |                 | | Basel Publik: 34 133 Domare: Ivana Martinčić (Kroatien) | Basel Publik: 34 133 Domare: Ivana Martinčić (Kroatien) |
| 21:00 UTC+2 | 21:00 UTC+2  |                                            |                 | | Basel Publik: 34 133 Domare: Ivana Martinčić (Kroatien) | Basel Publik: 34 133 Domare: Ivana Martinčić (Kroatien) |

| 24          | 13 juli 2025 | England | 6 – 1           | Wales           | Kybunpark                                                  |                                                            |
| 21:00 UTC+2 | 21:00 UTC+2  | Georgia Stanway 13′ (str.) Ella Toone 21′ Lauren Hemp 30′ Alessia Russo 44′ Beth Mead 72′ Aggie Beever-Jones 89′ | (4 – 0) Rapport | 76′ Hannah Cain | St. Gallen Publik: 15 953 Domare: Frida Klarlund (Danmark) | St. Gallen Publik: 15 953 Domare: Frida Klarlund (Danmark) |
| 21:00 UTC+2 | 21:00 UTC+2  | |                 |                 | St. Gallen Publik: 15 953 Domare: Frida Klarlund (Danmark) | St. Gallen Publik: 15 953 Domare: Frida Klarlund (Danmark) |
| 21:00 UTC+2 | 21:00 UTC+2  | |                 |                 | St. Gallen Publik: 15 953 Domare: Frida Klarlund (Danmark) | St. Gallen Publik: 15 953 Domare: Frida Klarlund (Danmark) |

## Slutspel

### Slutspelsträd
|  | Kvartsfinaler   | Kvartsfinaler  |                |       | Semifinaler | Semifinaler |  |  | Final | Final |
|  |                 |                |                |       |             |             |  |  |       |       |
|  | 16 juli         |                |                |       |             |             |  |  |       |       |
|  |                 |                |                |       |             |             |  |  |       |       |
|  | Norge           | 1              |                |       |             |             |  |  |       |       |
|  | Norge           | 1              | 22 juli        |       |             |             |  |  |       |       |
|  | Italien         | 2              |                |       |             |             |  |  |       |       |
|  | Italien         | 2              | Italien        | 1     |             |             |  |  |       |       |
|  | 17 juli         |                | Italien        | 1     |             |             |  |  |       |       |
|  |                 | England (e.f.) | 2              |       |             |             |  |  |       |       |
|  | Sverige         | England (e.f.) | 2              | 2 (2) |             |             |  |  |       |       |
|  | Sverige         |                | 27 juli        | 2 (2) |             |             |  |  |       |       |
|  | England (str.)  | 2 (3)          |                |       |             |             |  |  |       |       |
|  | England (str.)  | 2 (3)          | England (str.) | 1 (3) |             |             |  |  |       |       |
|  | 18 juli         |                | England (str.) | 1 (3) |             |             |  |  |       |       |
|  |                 | Spanien        | 1 (1)          |       |             |             |  |  |       |       |
|  | Spanien         | Spanien        | 1 (1)          | 2     |             |             |  |  |       |       |
|  | Spanien         | 23 juli        |                | 2     |             |             |  |  |       |       |
|  | Schweiz         | 0              |                |       |             |             |  |  |       |       |
|  | Schweiz         | 0              | Spanien (e.f.) | 1     |             |             |  |  |       |       |
|  | 19 juli         |                | Spanien (e.f.) | 1     |             |             |  |  |       |       |
|  |                 | Tyskland       | 0              |       |             |             |  |  |       |       |
|  | Frankrike       | Tyskland       | 0              | 1 (5) |             |             |  |  |       |       |
|  | Frankrike       |                |                | 1 (5) |             |             |  |  |       |       |
|  | Tyskland (str.) | 1 (6)          |                |       |             |             |  |  |       |       |
|  | Tyskland (str.) | 1 (6)          |                |       |             |             |  |  |       |       |

### Kvartsfinaler
| 25          | 16 juli 2025 | Norge             | 1 – 2           | Italien                    | Stade de Genève                                              |                                                              |
| 21:00 UTC+2 | 21:00 UTC+2  | Ada Hegerberg 66′ | (0 – 0) Rapport | 50′, 90′ Cristiana Girelli | Genève Publik: 26 276 Domare: Stéphanie Frappart (Frankrike) | Genève Publik: 26 276 Domare: Stéphanie Frappart (Frankrike) |
| 21:00 UTC+2 | 21:00 UTC+2  |                   |                 |                            | Genève Publik: 26 276 Domare: Stéphanie Frappart (Frankrike) | Genève Publik: 26 276 Domare: Stéphanie Frappart (Frankrike) |
| 21:00 UTC+2 | 21:00 UTC+2  |                   |                 |                            | Genève Publik: 26 276 Domare: Stéphanie Frappart (Frankrike) | Genève Publik: 26 276 Domare: Stéphanie Frappart (Frankrike) |

| 26          | 17 juli 2025 | Sverige | 0000 2 – 2 (e.fl.)         | England                                                                                   | Letzigrundstadion                                           |                                                             |
| 21:00 UTC+2 | 21:00 UTC+2  | Kosovare Asllani 2′ Stina Blackstenius 25′                                                                            | (2 – 0) Rapport            | 79′ Lucy Bronze 81′ Michelle Agyemang                                                     | Zurich Publik: 22 397 Domare: Marta Huerta de Aza (Spanien) | Zurich Publik: 22 397 Domare: Marta Huerta de Aza (Spanien) |
| 21:00 UTC+2 | 21:00 UTC+2  | |                            |                                                                                           | Zurich Publik: 22 397 Domare: Marta Huerta de Aza (Spanien) | Zurich Publik: 22 397 Domare: Marta Huerta de Aza (Spanien) |
| 21:00 UTC+2 | 21:00 UTC+2  | Filippa Angeldahl Julia Zigiotti Olme Magdalena Eriksson Nathalie Björn Jennifer Falk Sofia Jakobsson Smilla Holmberg | Straffsparksläggning 2 – 3 | Alessia Russo Lauren James Beth Mead Alex Greenwood Chloe Kelly Grace Clinton Lucy Bronze | Zurich Publik: 22 397 Domare: Marta Huerta de Aza (Spanien) | Zurich Publik: 22 397 Domare: Marta Huerta de Aza (Spanien) |

| 27          | 18 juli 2025 | Spanien                                   | 2 – 0           | Schweiz | Wankdorfstadion                                                  |                                                                  |
| 21:00 UTC+2 | 21:00 UTC+2  | Athenea del Castillo 66′ Clàudia Pina 71′ | (0 – 0) Rapport |         | Bern Publik: 29 734 Domare: Maria Sole Ferrieri Caputi (Italien) | Bern Publik: 29 734 Domare: Maria Sole Ferrieri Caputi (Italien) |
| 21:00 UTC+2 | 21:00 UTC+2  |                                           |                 |         | Bern Publik: 29 734 Domare: Maria Sole Ferrieri Caputi (Italien) | Bern Publik: 29 734 Domare: Maria Sole Ferrieri Caputi (Italien) |
| 21:00 UTC+2 | 21:00 UTC+2  |                                           |                 |         | Bern Publik: 29 734 Domare: Maria Sole Ferrieri Caputi (Italien) | Bern Publik: 29 734 Domare: Maria Sole Ferrieri Caputi (Italien) |

| 28          | 19 juli 2025 | Frankrike | 0000 1 – 1 (e.fl.)         | Tyskland                                                                                          | St. Jakob-Park                                       |                                                      |
| 21:00 UTC+2 | 21:00 UTC+2  | Grace Geyoro 15′ (str.)                                                                                         | (1 – 1) Rapport            | 25′ Sjoeke Nüsken                                                                                 | Basel Publik: 34 128 Domare: Tess Olofsson (Sverige) | Basel Publik: 34 128 Domare: Tess Olofsson (Sverige) |
| 21:00 UTC+2 | 21:00 UTC+2  | |                            |                                                                                                   | Basel Publik: 34 128 Domare: Tess Olofsson (Sverige) | Basel Publik: 34 128 Domare: Tess Olofsson (Sverige) |
| 21:00 UTC+2 | 21:00 UTC+2  | Amel Majri Sakina Karchaoui Melvine Malard Sandy Baltimore Oriane Jean-François Melween N'Dongala Alice Sombath | Straffsparksläggning 5 – 6 | Janina Minge Linda Dallmann Rebecca Knaak Sara Däbritz Ann-Katrin Berger Klara Bühl Sjoeke Nüsken | Basel Publik: 34 128 Domare: Tess Olofsson (Sverige) | Basel Publik: 34 128 Domare: Tess Olofsson (Sverige) |

### Semifinaler
| 29          | 22 juli 2025 | England                                  | 0000 2 – 1 (e.fl.) | Italien              | Stade de Genève                                          |                                                          |
| 21:00 UTC+2 | 21:00 UTC+2  | Michelle Agyemang 90+6′ Chloe Kelly 119′ | (0 – 1) Rapport    | 33′ Barbara Bonansea | Genève Publik: 26 539 Domare: Ivana Martinčić (Kroatien) | Genève Publik: 26 539 Domare: Ivana Martinčić (Kroatien) |
| 21:00 UTC+2 | 21:00 UTC+2  |                                          |                    |                      | Genève Publik: 26 539 Domare: Ivana Martinčić (Kroatien) | Genève Publik: 26 539 Domare: Ivana Martinčić (Kroatien) |
| 21:00 UTC+2 | 21:00 UTC+2  |                                          |                    |                      | Genève Publik: 26 539 Domare: Ivana Martinčić (Kroatien) | Genève Publik: 26 539 Domare: Ivana Martinčić (Kroatien) |

| 30          | 23 juli 2025 | Tyskland | 0000 0 – 1 (e.fl.) | Spanien             | Letzigrundstadion                                             |                                                               |
| 21:00 UTC+2 | 21:00 UTC+2  |          | (0 – 1) Rapport    | 113′ Aitana Bonmatí | Zürich Publik: 22 432 Domare: Edina Alves Batista (Brasilien) | Zürich Publik: 22 432 Domare: Edina Alves Batista (Brasilien) |
| 21:00 UTC+2 | 21:00 UTC+2  |          |                    |                     | Zürich Publik: 22 432 Domare: Edina Alves Batista (Brasilien) | Zürich Publik: 22 432 Domare: Edina Alves Batista (Brasilien) |
| 21:00 UTC+2 | 21:00 UTC+2  |          |                    |                     | Zürich Publik: 22 432 Domare: Edina Alves Batista (Brasilien) | Zürich Publik: 22 432 Domare: Edina Alves Batista (Brasilien) |

### Final
| 31          | 27 juli 2025 | England                                                            | 0000 1 – 1 (e.fl.)         | Spanien                                                             | St. Jakob-Park                                              |                                                             |
| 18:00 UTC+2 | 18:00 UTC+2  | Alessia Russo 57′                                                  | (0 – 0) Rapport            | 25′ Mariona Caldentey                                               | Basel Publik: 34 203 Domare: Stéphanie Frappart (Frankrike) | Basel Publik: 34 203 Domare: Stéphanie Frappart (Frankrike) |
| 18:00 UTC+2 | 18:00 UTC+2  |                                                                    |                            |                                                                     | Basel Publik: 34 203 Domare: Stéphanie Frappart (Frankrike) | Basel Publik: 34 203 Domare: Stéphanie Frappart (Frankrike) |
| 18:00 UTC+2 | 18:00 UTC+2  | Beth Mead Alex Greenwood Niamh Charles Leah Williamson Chloe Kelly | Straffsparksläggning 3 – 1 | Patricia Guijarro Mariona Caldentey Aitana Bonmatí Salma Paralluelo | Basel Publik: 34 203 Domare: Stéphanie Frappart (Frankrike) | Basel Publik: 34 203 Domare: Stéphanie Frappart (Frankrike) |